# Summer Again
「Summer Again」（サマー・アゲイン）は、浜崎あゆみの楽曲。2022年7月1日に配信限定シングルとしてリリースされた。

## 解説
前作『Nonfiction』から2か月振りでのリリースであり、2022年第二弾の新曲。なお本作のリリース日は自身の楽曲「July 1st」= 7月1日 (英尺:July 1st) に因んでいる。
本曲は「今年の夏を謳歌するためのサマーチューン」となっており、前作に続いてtasukuが編曲を担当している。「“あの夏を取り戻す”」という歌い出しから始まる通り、コロナ禍により困難な状況が続く中で誰もが感じる夏特有の開放感への渇望を綴ったリリックと、エスニックなリフ、ハウスビートが絡み合うダンスナンバーに仕上げている。
YouTubeでは公開から1か月で100万回再生を突破している。
ミュージック・ビデオでは、石垣島にてオールロケを即行。神秘的な鍾乳洞や美しいサンセットなど、壮大な自然と夏らしさが詰まった絶景のロケーションに、煌びやかなゴールドの衣装を纏った中毒性のあるフリが特徴のダンスシーンとなっている。
前シングル同様、自身のInstagramの公式アカウントにおいて、MVに合わせて「踊ってみた動画」企画を行っている。
本人投稿踊ってみた動画は、195万回再生を突破した。

## 収録曲
1. Summer Again [4:00]
words:ayumi hamasaki / composition:Hajime Kato / arrangement:tasuku

## 収録アルバム
- 『Remember you』